# The Human Centipede II (Full Sequence)
Pour les articles homonymes, voir The Human Centipede.
Série
The Human Centipede (First Sequence)
(2009) The Human Centipede III (Final Sequence)
(2015)
Pour plus de détails, voir Fiche technique et Distribution.
The Human Centipede II (Full Sequence) est un film d'horreur néerlandais-britannico écrit, produit et réalisé par Tom Six, sorti en 2011.
C'est la suite de The Human Centipede (First Sequence), sorti en 2009.

## Synopsis

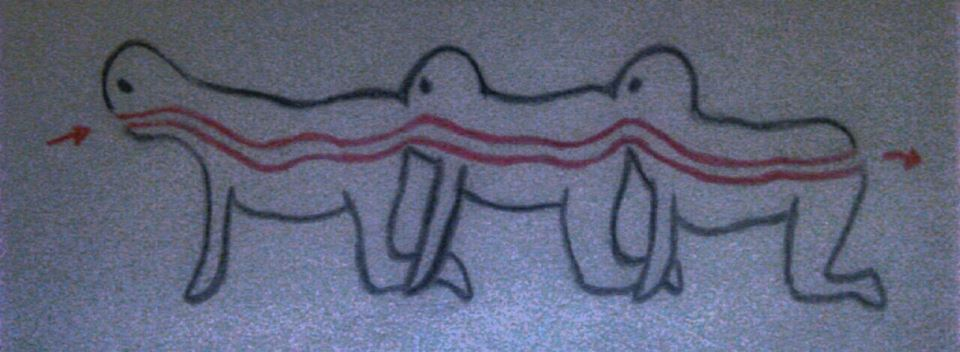
Dessin basé sur l'œuvre The Human Centipede

Dans le poste de péage d'un parking de l'est de Londres, Martin Lomax regarde The Human Centipede (First Sequence) sur son ordinateur portable, un film qui l'obsède, tenant un carnet composé d'images et de scènes du film original. Martin, petit, obèse, asthmatique et déficient mental, vit avec sa mère autoritaire et violente, qui lui reproche d'avoir fait emprisonner son père pour avoir abusé physiquement et sexuellement de Martin lorsqu'il était enfant. Le docteur Sebring, le psychiatre de Martin, le touche également de manière inappropriée et lui prescrit de lourds traitements. Martin possède un mille-pattes de compagnie, auquel il sert volontiers des insectes.
Martin prend possession d'un entrepôt miteux après avoir tué le propriétaire nommé Jake et commence à enlever des personnes afin de les utiliser pour créer son propre mille-pattes humain. Ses victimes sont : Ian, un jeune homme agressif et sa petite amie Kim ; Alan, un homme qui se plaint de ne pas pouvoir retirer d'argent au distributeur automatique ; Tim, un homme riche et sa femme Rachel, enceinte, qui a un enfant en bas âge, que Martin laisse indemne sur le siège passager de leur voiture ; Valerie et Karrie, deux filles ivres qui surprennent Martin en train de se masturber avec du papier de verre dans la scène du film original où le Dr Heiter réveille le mille-pattes, et un autre homme nommé Greg (la première victime de Martin). Lorsque la mère de Martin trouve et détruit son carnet, Martin la tue en laissant son mille-pattes de compagnie lui lacérer le visage, puis en lui assénant des coups de barre à mine jusqu'à ce que son crâne se brise. Il attire ensuite son voisin détesté, Dick, sur les lieux, l'assomme et l'enlève. Martin surprend également le Dr Sebring et un chauffeur de taxi nommé Paul en train d'avoir des relations sexuelles avec une prostituée nommée Candy, et tue Sebring avant d'enlever Paul et Candy. La dernière victime de Martin est Ashlynn Yennie, l'actrice qui jouait "Jenny" dans le premier film, que Martin attire en prétendant être l'agent de casting de Quentin Tarantino.
Avec douze victimes, Martin commence à assembler son "mille-pattes". Il sectionne les ligaments des genoux de chaque personne pour les empêcher de s'enfuir et utilise un marteau pour leur faire sauter les dents. Il ouvre les fesses de l'une de ses victimes, Alan, et lui fait perdre tout son sang. Dans un changement rapide de plan, au lieu de véritables outils chirurgicaux, il utilise un pistolet à agrafes et du ruban adhésif pour attacher les lèvres de chaque personne aux fesses de la personne suivante. Pendant le processus d'assemblage, Rachel est présumée morte ; un Martin affligé la place dans un coin. Son "mille-pattes humain" compte finalement dix personnes, avec Ashlynn à l'avant.
Après avoir effectué la procédure sommaire, Martin commence à faire des expériences. Perturbé par les cris d'Ashlynn, il lui arrache la langue avec des pinces. Il injecte ensuite à chaque victime une seringue de laxatif, forçant chacune d'entre elles à vider ses intestins de manière explosive dans la bouche de la personne qui se trouve derrière elle, ce qui fait jubiler Martin avant qu'il ne vomisse de dégoût. Après une pause, il s'enroule ensuite les parties génitales dans du fil barbelé et viole Kim (qui se trouve au bout de son "mille-pattes"). Alors qu'il termine, Rachel se réveille et court dehors en criant, apparemment en train d'accoucher. Elle saute dans la voiture d'une victime et accouche de son enfant. Elle prend ensuite la route, mais au moment de démarrer le moteur, elle écrase l'accélérateur, écrasant le crâne du bébé sous la pédale. Elle parvient tout de même à s'échapper.
Dick arrache son visage à la personne qui se trouve devant lui, séparant le "mille-pattes" en deux moitiés. Furieux que son mille-pattes soit anéanti, Martin tire sur toutes les victimes, et lorsqu'il n'a plus de munitions, utilise un couteau pour égorger les victimes restantes. Alors qu'il s'avance vers Ashlynn, il semble faire une pause et s'agenouille devant elle. Elle le frappe dans les parties génitales, lui enfonce un entonnoir dans le rectum et y fait tomber son mille-pattes. En proie à la souffrance, Martin la poignarde dans le cou et sort en titubant. On voit Ashlynn bouger légèrement par la suite.
La scène revient au péage, où Martin regarde le générique de First Sequence sur son ordinateur portable, avec exactement la même réaction que dans la scène initiale. Cependant, on entend en arrière-plan le petit enfant laissé dans la voiture lors des précédents enlèvements, qui pleure.

## Fiche technique
- Titre original et français : The Human Centipede II (Full Sequence)
- Réalisation : Tom Six
- Scénario : Tom Six
- Musique : James Edward Barker
- Production : Ilona Six, Tom Six
- Société de production : Six Entertainment Company
- Sociétés de distribution : Bounty Films, IFC Midnight, Transformer, Koch Media, MPI Home Video, Monster Pictures, Panorama Distributions, Zeno Pictures
- Pays d’origine :  Pays-Bas,  Royaume-Uni
- Langue : anglais
- Format : noir et blanc, couleur (une scène)
- Genre : horreur
- Durée : 91 minutes (uncut)
- Dates de sortie :
  -  États-Unis : 22 septembre 2011
  -  Pays-Bas : 20 juin 2012
  -  France : 9 mai 2016
- Classification :
- Angleterre: Censuré
- . France : Film non sorti officiellement en France. Absence de visa d'exploitation empêchant toute exploitation du film en salles. Le CNC transférant la détermination de l'âge des spectateurs aux éventuels diffuseurs et/ou distributeurs.

## Distribution
- Maddi Black (VF : Pascale Chemin) : Candy
- Dominic Borrelli (VF : Mathieu Rivolier) : Paul
- Dan Burman (VF : Jean-Pierre Leblan) : Greg
- Kandace Caine (VF : Sophie Planet) : Karrie
- Daniel Jude Gennis : Tim
- Georgia Goodrick (VF : Julie Dupond)* : Valerie
- Lucas Hansen (VF : Fabien Kolb)* : Ian
- Lee Nicholas Harris : Dick
- Laurence R. Harvey (VF : Adrien Solis) : Martin Lomax
- Emma Lock (VF : Camille Vautier)* : Kim
- Ashlynn Yennie (VF : Nathalie Bienaimé) : Yennie

- les noms des comédiens de doublage dont le nom est suivi d’une étoile sont des pseudonymes

## Accueil
Lors de la sortie du film, le British Board of Film Classification a refusé de donner la classification « interdit aux moins de 18 ans » pour ce film craignant un risque réel pour les spectateurs, ce qui a pour effet l'interdiction de sortie du film sur n'importe quel support sur disque optique ou téléchargement dans tout le Royaume-Uni.